# Marija Leković
Marija Leković (in serbo Марија Лековић?; 21 luglio 2003) è una cestista montenegrina.

## Carriera
Con il Montenegro ha disputato i Campionati europei del 2021.